# Smetana (zuivel)

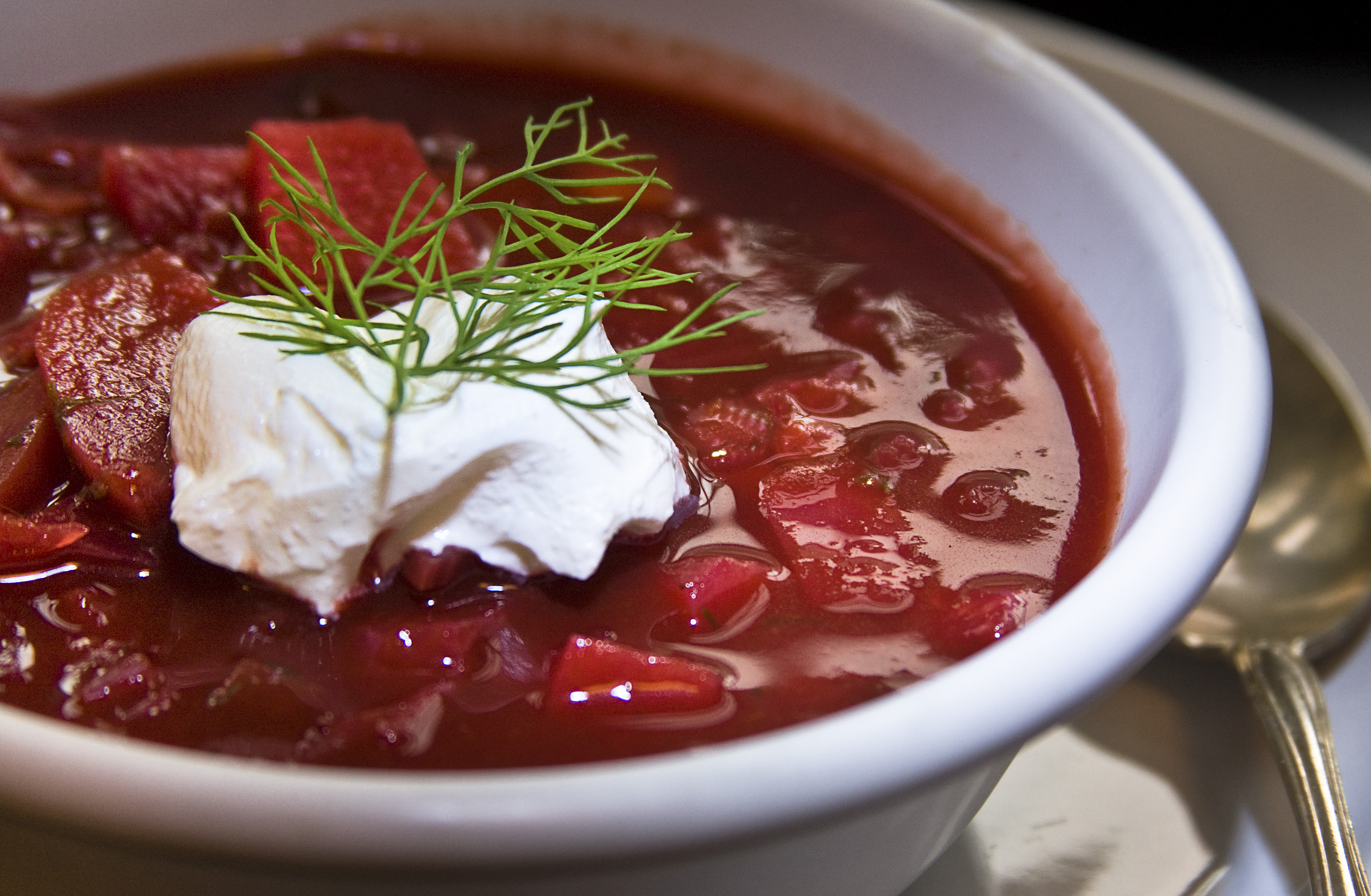
Een kom borsjtsj afgemaakt met een klodder smetana

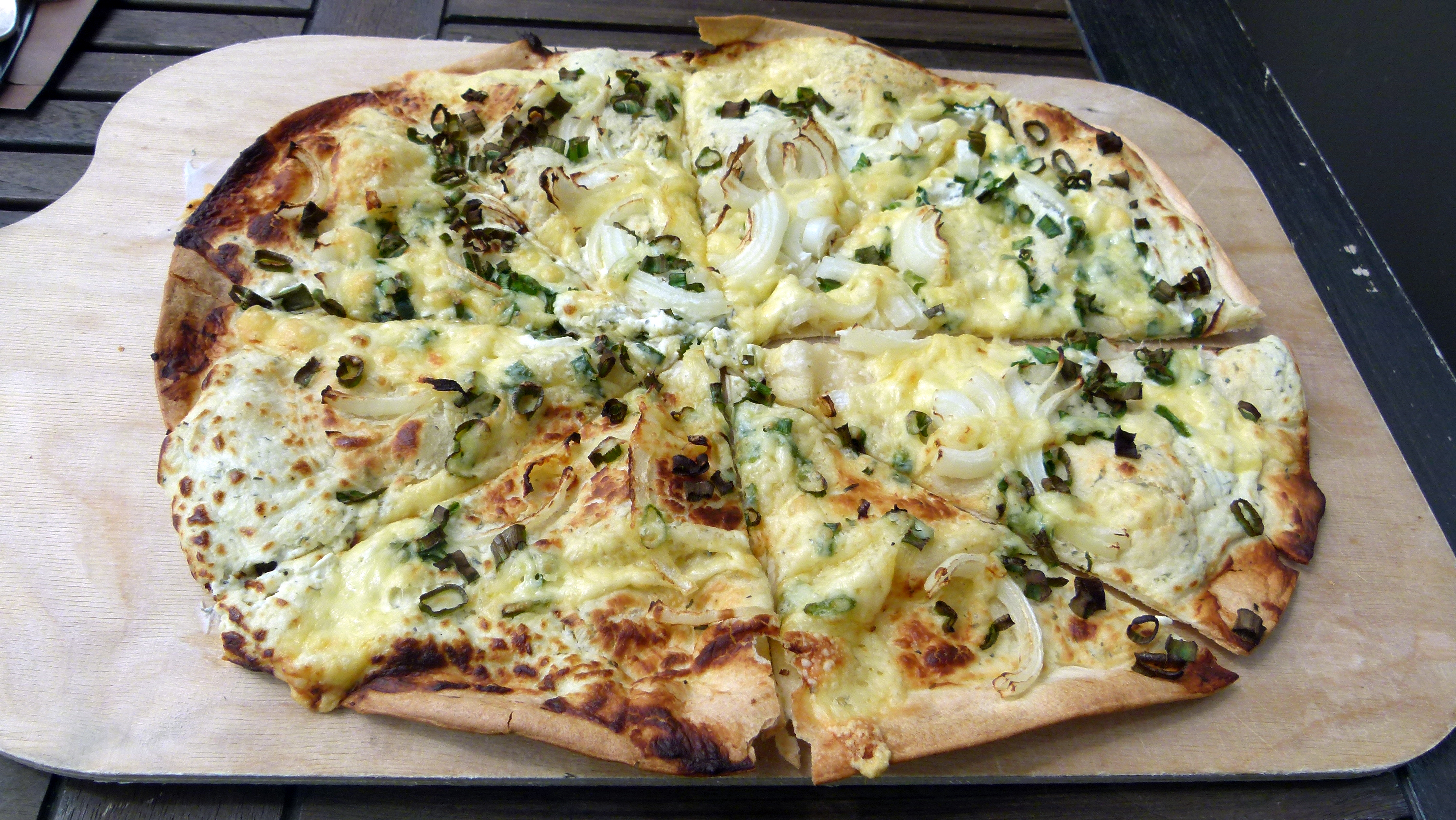
Tarte flambée met schmand en uien

Smetana, Schmand (Duits) of tejföl (Hongaars), is een term voor verschillende nauw verwante zuivelproducten uit Centraal- en Oost-Europa. Het is een soort zure room met tussen de 10% en 42% vet die wordt gebruikt om mee te koken en te bakken. De consistentie is steviger dan die van crème fraîche en bij verhitting smelt smetana niet of nauwelijks. Het wordt gebruikt in soepen, salades, bij vleesgerechten, met noedels en pannenkoeken of gegeten op brood. Vanwege zijn stevige structuur wordt het ook gebruikt in stoofpotten en ovenschotels. Een van de bekendste toepassingen is het traditionele serveren van een kom bietensoep (borsjtsj) met een kloddertje smetana.